# 드미트리 미하일로비치

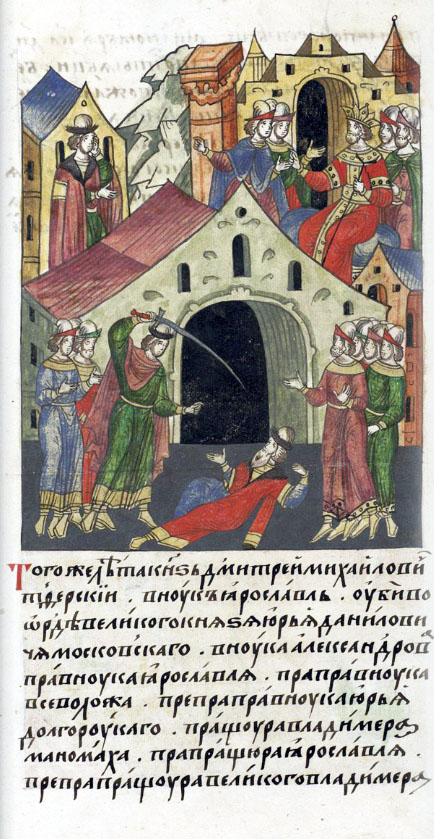

드미트리 미하일로비치(러시아어: Дмитрий Михайлович, 1299년 ~ 1326년 9월 15일)는 블라디미르 대공국의 대공(재위: 1322년 ~ 1326년)이다. 류리크 왕조 출신이며 무시무시한 눈(러시아어: Грозные Очи 그로즈니예 오치[*])이라는 별칭으로 부르기도 한다.

## 생애
미하일 야로슬라비치 대공의 아들로 태어났다. 1318년부터 1326년까지 트베리 공작을 역임했다.
1314년에는 자신의 아버지인 미하일이 억류된 킵차크 칸국에 억류된 상황에서 노브고로드(벨리키노브고로드) 주민들이 일으킨 반란을 진압했다. 1318년에는 자신의 아버지인 미하일을 킵차크 칸국의 사라이로 데려갔다. 그렇지만 드미트리가 블라디미르로 귀환하면서 미하일은 유리 3세 대공의 계략으로 인해 살해당하고 만다.
1322년 블라디미르 대공으로 즉위했지만 1325년 사라이에서 유리 3세를 살해했다. 이에 유리를 죽이고 싶지 않던 킵차크 한국의 분노를 사 1326년 살인 혐의로 즉시 체포되었고 킵차크 칸국의 우즈베크 칸이 스스로 재판하여 그에게 사형 집행을 명령하면서 처형당하고 만다.
| 전임 유리 3세 | 블라디미르 대공 1322년 ~ 1326년 | 후임 알렉산드르 미하일로비치 |